# Narziß Ach
 (juin 2021).
Pour les articles homonymes, voir Ach.
Narziß Kaspar Ach (né le 29 octobre 1871 à Ermershausen, mort le 25 juillet 1946 à Munich) est un psychologue allemand.

## Biographie
Narciss Ach est le fils de Margarete Burger, épouse d'un médecin généraliste. De 1890 à 1895 et de 1898 à 1899, il étudie la médecine et la philosophie à l'université de Wurtzbourg. En juillet 1895, il devient docteur en médecine.
Après avoir été médecin d'un navire de 1895 à 1896, il entre à la clinique psychiatrique de l'université de Heidelberg. Il travaille dans le laboratoire de psychologie auprès d'Emil Kraepelin. En 1897, il fait un voyage en Amérique du Nord pour étudier le mal de mer. Il a ensuite un poste à l'institut de pharmacologie de l'université de Strasbourg. Le 22 novembre 1899, il a son doctorat auprès d'Oswald Külpe à l'institut de psychologie de Wurtzbourg. Il travaille dans cet institut jusqu'en 1901.
D'abord employé comme assistant au département de philosophie de l'université de Göttingen, il reçoit l'habilitation universitaire de professeur de philosophie le 31 juillet 1902. En novembre 1904, il vient à l'université de Marbourg en tant que Privat-docent. Le 6 septembre 1906, il est nommé professeur adjoint à l'université Frédéric-Guillaume de Berlin. Le 13 octobre de la même année, il renonce à la venia legendi et devient assistant à l'institut de psychologie. L'université de Königsberg lui donne en 1907 une chaire universitaire de philosophie et directeur du séminaire de philosophie. En 1922, il retourne à Göttingen en tant que professeur titulaire de philosophie et de psychologie et directeur du séminaire de philosophie. Ach prend sa retraite le 1er avril 1937.
En 1911, Ach épouse Marie Mez, la petite-fille de l'écrivain Wilhelm Jensen. Ils ont six enfants ensemble.
De 1929 à 1936, Ach siège au conseil d'administration de la Société allemande de psychologie. En 1938, il est élu membre de l'Académie Léopoldine.
En 1930, il est membre du conseil d'administration de l'Association des psychologues pratiques allemands. Il signe la Déclaration des professeurs en faveur d'Adolf Hitler. Un hommage pathétique à Adolf Hitler et ses idées est sa conférence[Quoi ?] La détermination et sa signification pour le problème du Führer, qu'il donne en 1933 au 13e Congrès de la Société allemande de psychologie à Leipzig.

## Activités de recherche
- Si vous ne connaissez pas le sujet, laissez ce bandeau (vous pouvez alors contacter les auteurs).
- Si vous supprimez le contenu mis en cause (vous pouvez préalablement contacter les auteurs),

argumentez précisément cette suppression dans la page de discussion
(un manque de référence n'est pas un argument ; une recherche réelle de référence doit avoir été effectuée, être formellement documentée).
Ach est un élève d'Oswald Külpe. Il vient de l'École de Wurtzbourg qui s'appuie sur la psychologie de la pensée et développe la méthode d'introspection en « introspection expérimentale systématique », car il voit deux problèmes dans les expériences sur la volonté et la pensée menées à cette époque :
1. Les réactions individuelles et les introspections ne donnent jamais une image complète, fiable et impartiale du contenu réel de la conscience.
2. L'attention portée à certains processus de pensée est un facteur de confusion avec la représentation des expériences.

La méthode Ach d'« introspection expérimentale systématique » doit offrir une issue à ces problèmes. Avec la méthode, les expériences du sujet d'essai causées par des aides expérimentales externes doivent être soumises à une description et à une analyse complètes dans la période qui suit immédiatement. Cela doit objectiver la méthode subjective d'introspection. Le dispositif expérimental consiste à spécifier des syllabes dépourvues de sens avec un appareillage technique complexe. L'expérience est divisée en trois phases : l'avant-période (signal), la période principale (expérience à investiguer expérimentalement) et la post-période (enquête par le directeur de test). Pour l'analyse, on utilise les observations trouvées en accord avec différents sujets de test. L'introduction d'un expérimentateur pour l'introspection est nouvelle et caractéristique de l'École de Wurtzbourg.
Ach est maintenant reconnu comme fondamental pour la recherche expérimentale moderne sur la volonté. Il a développé une « procédure combinée » pour étudier la volonté. Des associations créées artificiellement entre des syllabes dénuées de sens servent de résistance dans cette méthode basée sur la volonté. La force des associations dépendait du nombre de répétitions. Elle pouvait donc être variée à volonté, de sorte que les chercheurs pouvaient opposer n'importe quelle résistance. Plus la résistance est forte, plus la concentration de volonté doit être forte pour vaincre cette résistance. De cette façon, Ach pouvait indirectement évoquer l'acte de volonté dans n'importe quelle gradation.
Ach formule également la loi de détermination spéciale, qui dit que ce qui est voulu est mis en œuvre plus rapidement et plus sûrement si le but est plus spécifique.
Ach formule aussi la « loi de la difficulté », qui dit que les processus volitionnels deviennent plus importants lorsque l'action devient plus difficile. Cette loi est maintenant explorée comme l'hypothèse de surveillance des conflits en psychologie cognitive.